# ケーレン・カルペッパー
ケーレン・ケネス・カルペッパー（Kaelen Kenneth Culpepper, 2002年12月29日 - ）は、 アメリカ合衆国テネシー州メンフィス出身のプロ野球選手（内野手）。右投右打。MLBのミネソタ・ツインズ傘下所属。

## 経歴
カンザス州立大学時代には2年時の2023年にはアメリカ合衆国大学代表入りを経験している。
2024年のMLBドラフト1巡目（全体21位）でミネソタ・ツインズから指名され、プロ入り。契約後、傘下のA級フォートマイヤーズ・マイティマッスルズでプロデビュー。A+級シーダーラピッズ・カーネルズでもプレーし、2チーム合計で26試合に出場して打率.242、3本塁打、12打点、4盗塁を記録した。

## プレースタイル
打撃ではコンタクト能力に長けており、辛抱強いアプローチも併せ持つ。守備では強肩である点から遊撃手が適しているとされるが、三塁手など他ポジションへのコンバートの可能性もあるとされる。

## 詳細情報

### 代表歴
- 大学野球アメリカ合衆国代表（2023年）